# La religione del mio tempo
La religione del mio tempo è una raccolta poetica di Pier Paolo Pasolini che prende il titolo da un sonetto di Gioachino Belli (La riliggione der nostro tempo), uscita presso la Garzanti di Milano nel 1961 con una dedica all'amica Elsa Morante.

## Struttura
La raccolta è articolata in tre parti.
La prima parte comprende il poemetto La ricchezza (1955-57) scritto in endecasillabi e articolato in sei sezioni; A un ragazzo (1956-57), componimento in distici di doppi settenari; le sei sezioni in terzine de La religione del mio tempo (1957-59) e un'Appendice alla "Religione": Una luce (1959).
La seconda parte raccoglie epigrammi di carattere politico e letterario con il titolo di Umiliato e offeso (1958) precedentemente apparsi sulla rivista "Officina" oltre una sezione di Nuovi epigrammi (1958-59).
La terza parte comprende,  sotto il titolo di Poesie incivili (1960), cinque canzoni.

## Temi
Il tema centrale di tutta la raccolta è costituito dal rapporto tra ideologia e poesia, concetto che Pasolini chiarirà in due articoli pubblicati su Vie nuove il 9 novembre e il 16 novembre 1961 in risposta a una recensione di Carlo Salinari, pubblicata sulla stessa rivista il 26 settembre 1961, nella quale accusa l'autore di "insincerità settaria". Attraverso le poesie Pasolini racconta  la crisi del 1960 accusando il vuoto esistenziale che deriva, da una parte, dal neocapitalismo e dall'altra dalla "desistenza rivoluzionaria".
Quasi tutte le poesie della raccolta descrivono luoghi del Friuli o delle borgate di Roma nei quali sono collocati tanti drammi interiori.